# Sol och vår
"Sol och vår" foi a canção que representou a Suécia no Festival Eurovisão da Canção 1962 que se desenrolou no Luxemburgo.
A canção foi interpretada em sueco por Inger Berggren. O título é literalmente traduzido como "Sol e primavera", mas a expressão sueca 'Att sol och våra någon', 'sun and spring'-ing somebody, significa enganar uma pessoa por dinheiro, com falsas promessas de amor e casamento. Foi a sexta canção a ser interpetada na noite do evento, a seguir à canção da Dinamarca "Vuggevise", cantada por Ellen Winther e antes da canção da Alemanha "Zwei Kleine Italiener", interpretada por Conny Froboess. De referir que a canção foi a vencedora do Melodifestivalen em 1962, onde foi interpretada por Inger Berggren e Lily Berglund. A Sveriges Radio no entanto decidiu que seria Berggren a interpretar a canção no Festival Eurovisão da Canção 1962.
No ano seguinte, em Festival Eurovisão da Canção 1963, a Suécia foi representada por Monica Zetterlund que cantou o tema "En gång i Stockholm".

## Autores
- Letrista: Ulf Källqvist
- Compositor: Åke Gerhard
- Orquestrador: Egon Kjerrman

## Letra
A canção é um número up-tempo em que Berggren narra o conto triste de como ela como uma moça de dezenove anos conhece um homem charmoso do primeiro dia da primavera, como ela é, as vitrines da cidade. O homem muito atraente e persuasivo a convida para almoçar num restaurante caro, ao que ela alegremente concorda com isso. Depois de um tempo o homem lhe diz que ele tem de fazer uma chamada telefónica de urgência - e pouco depois o maître informa que seu "marido" deixou o restaurante,  ele levou "bolsa damsenhora e o casaco de peles com ele, "ela foi sol och "vår-ed (enganada) por um vigarista. O fim da canção tem a frase tragi-cómica; "quando está sol e da primavera todas as meninas devem estar trancadas....".